# Camp de Verden an der Aller
 (octobre 2024).
Si vous disposez d'ouvrages ou d'articles de référence ou si vous connaissez des sites web de qualité traitant du thème abordé ici, merci de compléter l'article en donnant les références utiles à sa vérifiabilité et en les liant à la section « Notes et références ».
 (octobre 2024).
Le camp de Verden an der Aller est une unité de travail forcé dépendant du camp de concentration de Neuengamme, mise à la disposition de la SS locale pour la construction d'un centre de formation interne.

## Création
De janvier à avril 1945, une dizaine de détenus hommes venus du camp de Neuengamme travaillent pour la SS à Verden an der Aller, au sud-est de Brême.

## Travail forcé
Les détenus participent à la construction du centre de formation SS de Sachsenhain. Leurs conditions de vie et de travail sont mal documentées, et on ignore leur devenir après la fermeture du camp en avril 1945.